# امپراتوری گال
امپراتوری گال (لاتین: Imperium Galliarum) که گاهی امپراتوری گالی هم نامیده می‌شود، منتسب به گال‌ها می‌باشد و نامی است برای بخش‌های جدائی ناپذیر از امپراتوری روم که عملاً به عنوان یک کشور مجزا از ۲۶۰ تا ۲۷۴ دوام داشت. این امپراتوری توسط پوستموس در ۲۶۰ و به دنبال تهاجم بربرها و بی‌ثباتی و ناپایداری در رم پدید آمد و در آن زمان شامل سرزمین‌های آلمان، گالیا، بریتانیا و بخش‌هایی از اسپانیا بود. سلسله مراتب منتج به این وقایع مربوط به بحران قرن سوم می‌باشد. پس از قتل پوستموس در ۲۶۸ این امپراتوری بسیاری از قلمروهای خود را از دست داد اما تحت هدایت تعدادی از امپراتوران غاصب به حیات خود ادامه داد. این امپراتوری پس از نبرد چالونز در ۲۷۴ و در زمان امپراتور اورلیان مجدداً به دامان امپراتوری روم بازگشت.

## نگارخانه

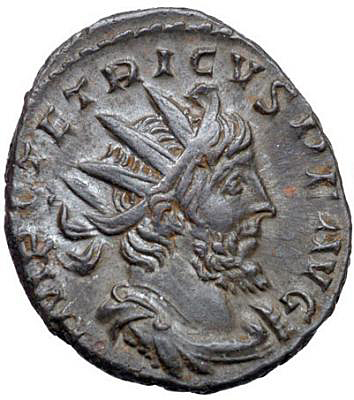